# Eschornhac
Eschornhac (en francès Échourgnac) és un municipi francès situat al departament de la Dordonya i a la1regió de la Nova Aquitània.

## Demografia
| 1962                                       | 1968 | 1975 | 1982 | 1990 | 1999 | 2007 |
| ------------------------------------------ | ---- | ---- | ---- | ---- | ---- | ---- |
| 511                                        | 445  | 401  | 443  | 411  | 402  | 420  |
| Des de 1962: població sense dobles comptes |      |      |      |      |      |      |

## Administració
| Període   | Identitat        | Partit |
| --------- | ---------------- | ------ |
| 1990-2008 | Michel Chinaguet |        |
| 2008-     | Patrick Segonzac |        |